# Aartsbisdom Dakar

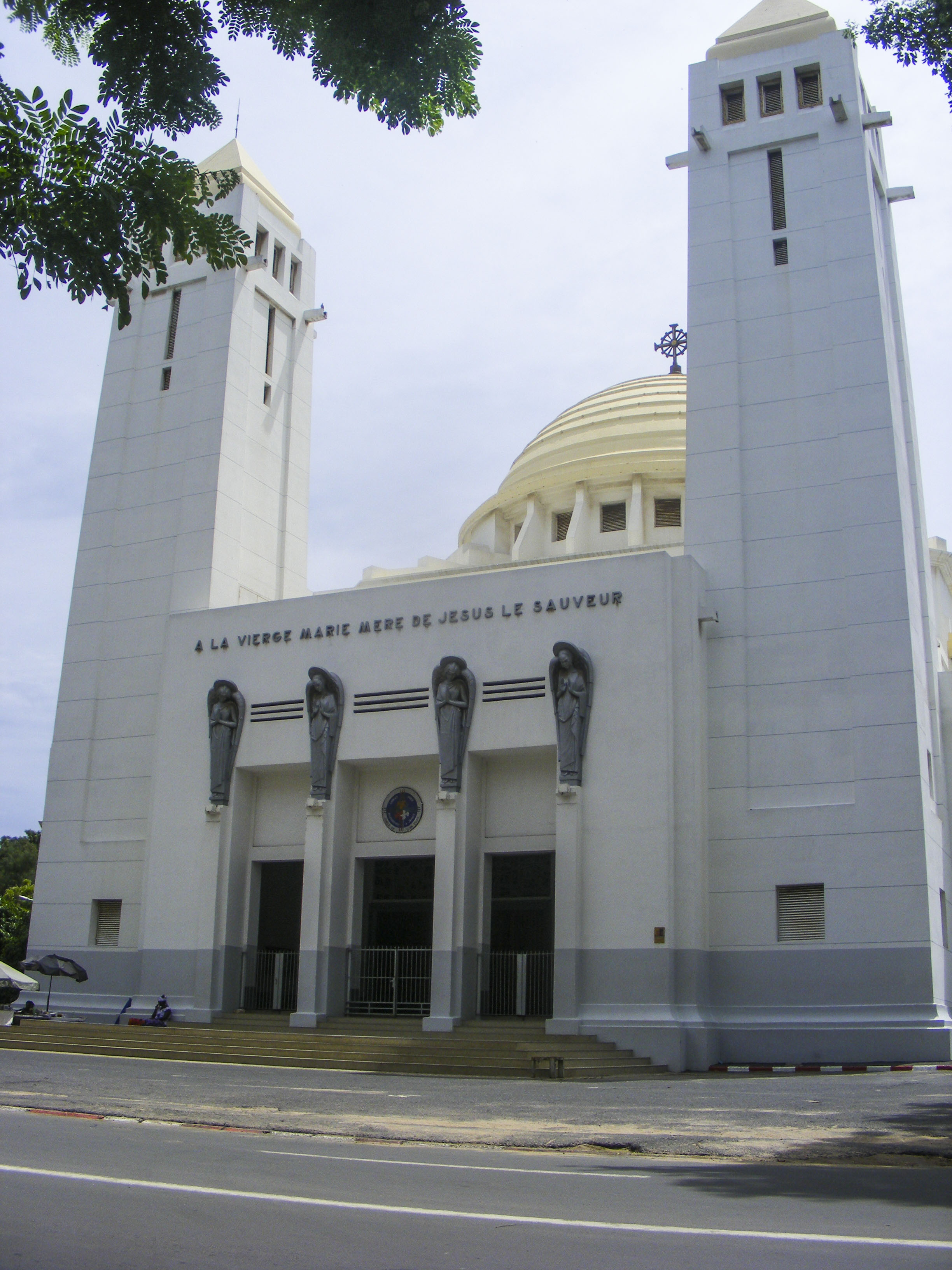
De kathedraal van Dakar

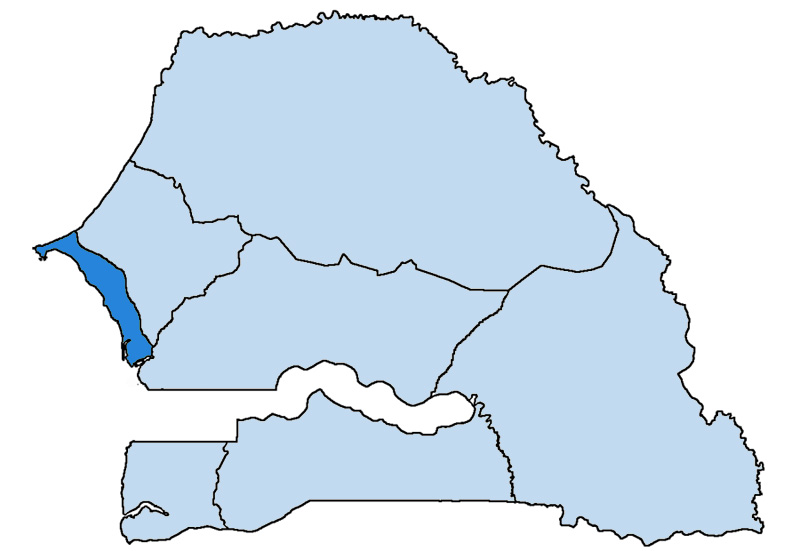
Het aartsbisdom (blauw) binnen Senegal

Het aartsbisdom Dakar (Latijn: Archidioecesis Dakarensis) is een rooms-katholiek aartsbisdom met als zetel Dakar in Senegal. De hoofdkerk is de kathedraal Notre-Dame des Victoires in Dakar.
In 2021 telde het aartsbisdom 57 parochies. Het aartsbisdom heeft een oppervlakte van 4.803 km² en telde in 2021 444.000 katholieken op een totale bevolking van 5.095.000, of 8,7% van de bevolking.

## Kerkprovincie
De kerkprovincie Dakar bestaat verder uit zes suffragane bisdommen:
- Kaolack
- Kolda
- Saint-Louis du Sénégal
- Tambacounda
- Thiès
- Ziguinchor

## Geschiedenis
In 1863 werd het apostolisch vicariaat Senegambia opgericht. De naam werd in 1936 veranderd in Dakar nadat vijf jaar eerder Gambia was afgesplitst als missie sui iuris. In 1955 werd Dakar verheven tot een aartsbisdom.

## Aartsbisschoppen
- Marcel Lefebvre, C.S.Sp. (1955-1962)
- Hyacinthe Thiandoum (1962-2000)
- Théodore-Adrien Sarr (2000-2014)
- Benjamin Ndiaye (2014-)

Marcel Lefebvre
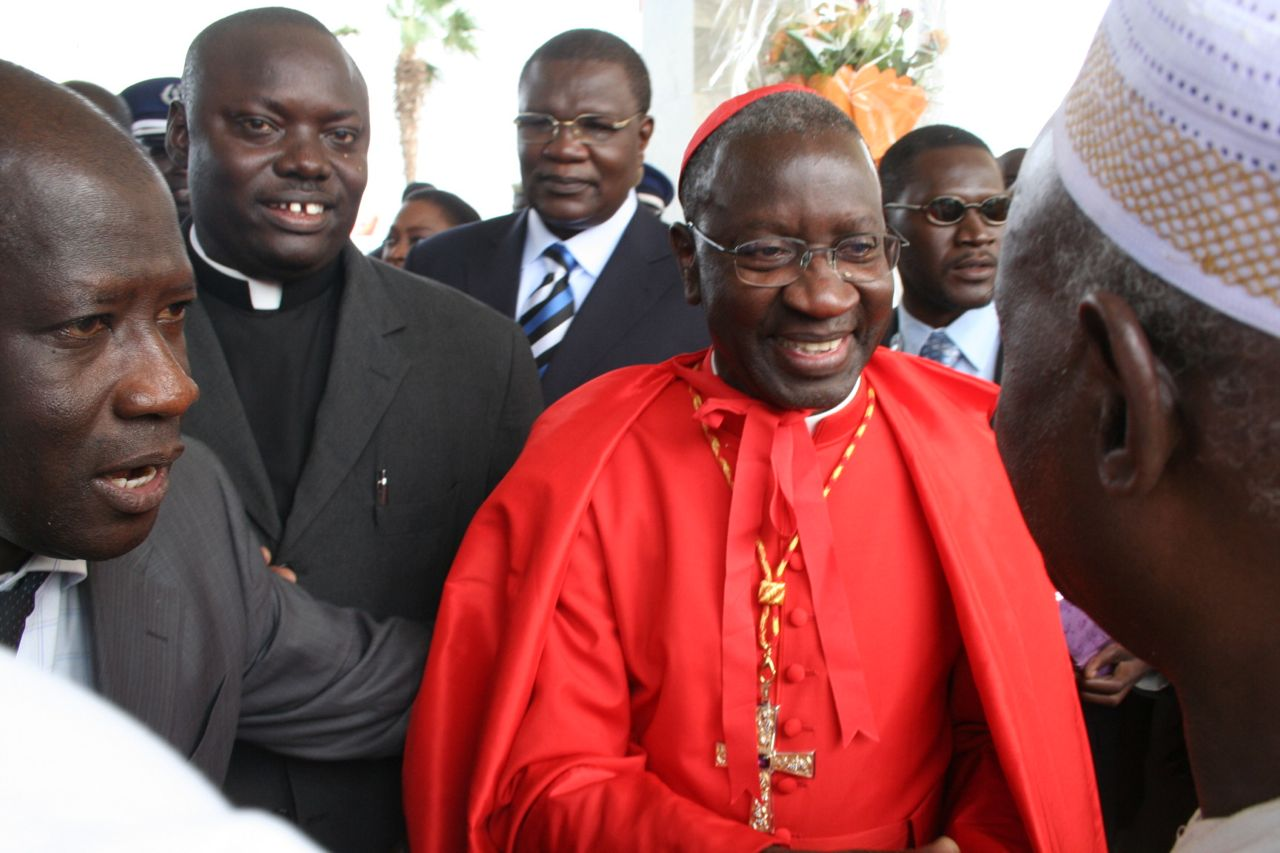
Théodore-Adrien Sarr
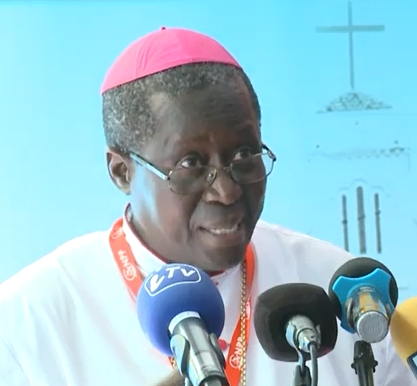
Benjamin Ndiaye